# Frank Owens
Frank Owens (* 1933; † 15. September 2023) war ein US-amerikanischer Pianist und Keyboarder, der sowohl im Bereich des Jazz und Pop als auch in Theater- und Fernsehproduktionen arbeitete.

## Leben und Wirken
Owens spielte 1966 in New York bei Clifford Jordan, mit dem erste Aufnahmen entstanden, in den folgenden Jahren mit Harvey Brooks, Ernie Wilkins, Louis Armstrong, Bobbi Humphrey, Sonny Stitt und Bucky Pizzarelli; außerdem begleitete er Vokalistinnen wie Astrud Gilberto, Sylvia Syms, Trudy Richards, Lena Horne und Ruth Brown, aber auch Bob Dylan (Highway 61 Revisited). 1969 legte er das Soul-Jazz-Album Oliver! Olé! (Columbia) vor, gefolgt von Brown ’N Serve (Encounter Records, 1973), an dem u. a. Bernard Purdie und Hugh McCracken mitwirkten, sowie Frank Owens Plays the Music of Eddie Heywood. Ferner arbeitete er als Pianist für verschiedene Broadway-Produktionen wie Ain't Misbehavin, Maurice Hines’ Uptown It's Hot! und Sophisticated Ladies, 1980 als musikalischer Leiter der ersten David Letterman Show. Er wirkte auch bei den Fernseh-Shows It's Showtime at the Apollo, Eubie Blake: A Century of Music (PBS) und Christmas in Washington (TNT) mit. Als musikalischer Leiter arbeitete er im Laufe seiner Karriere für Johnny Mathis, Chubby Checker, Melba Moore, Johnny Nash, Connie Francis, John Denver, Irene Cara, Lesley Gore, Freda Payne, Petula Clark und Keith David. Des Weiteren wirkte er bei zahlreichen Fernsehwerbespots mit. Im Bereich des Jazz war er zwischen 1966 und 2005 an 39 Aufnahmesessions beteiligt.
Owens starb im Alter von 90 Jahren an den Folgen eines Verkehrsunfalls, als er auf dem Weg zu einem Auftritt war.